# 伊原信一
伊原 信一（いはら しんいち、1951年6月7日 - ）は、日本の元キックボクサー。新日本キックボクシング協会およびキックボクシング＆フィットネスジム「伊原道場」代表。選手時代は目黒ジムに所属し、日本キックボクシング協会フェザー級王座、ライト級王座およびWKBA世界ウェルター級王座を獲得した。福岡県出身。